# Irlands historia

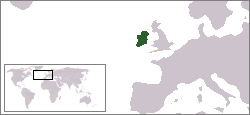
Irland ligger väster om den europeiska kontinenten.

Den här artikeln behandlar ön Irlands historia.

## Förhistoria

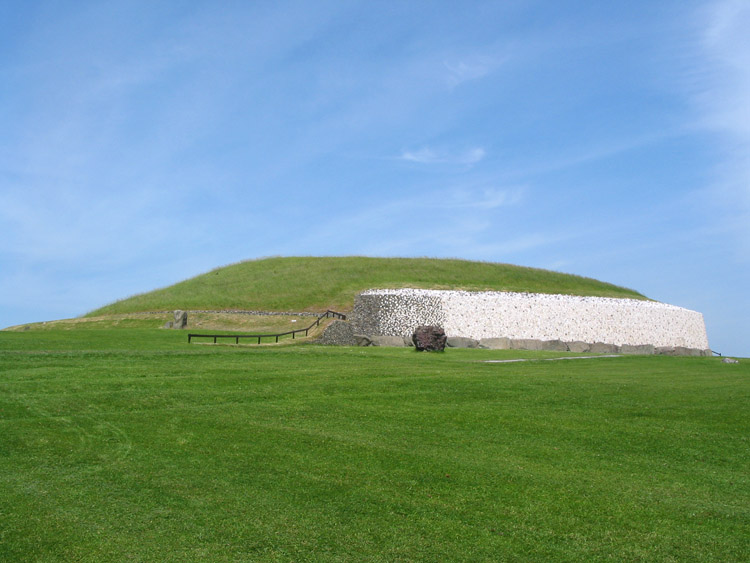
Newgrange.

De första säkra spåren av mänsklig bosättning på ön har daterats till 7000–7500 år f.Kr. Vid den tiden fanns det fortfarande en landförbindelse med Storbritannien. Förbindelsen fanns kvar fram till cirka 6700 år f.Kr. När människorna först bosatte sig på ön var den täckt med lövskog. Dessa stenåldersmänniskor levde som jägare och samlare tills kunskaper om jordbruk kom till ön ungefär 4000 år f.Kr.
Det finns få spår kvar av dessa människor från mesolitikum. I Derry har man funnit stolphål och kökkenmöddingar från en bosättning. Från 3500 år f.Kr., neolitikum, har människor på en högre teknisk nivå invandrat med kunskaper om jordbruk, uppfödning av boskap och förmodligen även keramik. Dessa har förmodligen seglat från iberiska halvön och Bretagne.
De främsta resterna av dessa människor är deras gravmonument. Gånggriften i Newgrange har daterats till 2800 år f.Kr. och den i Knowth till 2500 år f.Kr. Gravmonumentet i Newgrange antyder att dessa människor hade en religiös tro och dess utformning som låter solen lysa in i gravkammaren en dag om året antyder kunskaper i astronomi.
Omkring 2000 år f.Kr. kom den så kallade klockbägarkulturen till Irland vilket innebar början på bronsåldern. Från bronsåldern finns rester av domarringar, bland annat vid Lough Gur i Limerick som mäter 45 meter i diameter.
Så långt tillbaka i tiden som det finns bevarade språkliga minnesmärken kan man se att Irlands befolkning är keltisk. Två keltiska grupper bosatte sig på de brittiska öarna: britanner i Britannien och gaeler på Irland. Kelterna, vars ankomst innebar början på järnåldern, trängde troligen undan urbefolkningen. Det är oklart när kelterna kom men Irland verkar ha varit helt gaeliskt vid år 500 f.Kr. Den mest ryktbara av de många invandringarna, den milesiska erövringen, utgjordes troligen av en inflyttning av keltiska stammar från Spanien. Irland berördes inte av den romerska erövringen av Britannien, och människorna levde ganska länge nomadiskt.
Den grekiske geografen Strabon beskrev gaelerna på Irland som betydligt vildare än britannerna – de är kannibaler som äter sina egna fäder och idkar sexuellt umgänge med sina mödrar och systrar – men han erkänner att hans källor inte alltid är trovärdiga. Det keltiska samhället på Irland var avancerat och det enorma antalet fornborgar antyder att tiderna var oroliga. I De Bello Gallico beskriver Julius Caesar det keltiska samhället och identifierar tre klasser av människor: krigare, druider och bönder. Druiderna var bärare av kelternas religiösa och vetenskapliga kunskaper. Samhället var skriftlöst vilket innebar att druiderna fick memorera sina kunskaper.
Gaelerna på Irland delade språk, lagstiftning och religion men landet var uppdelat i små områden, túatha (singular túath), som vart och ett styrdes av en kung. Under inflytande utifrån har områden enats och på 400-talet hade landet sju provinskungar som över sig hade en storkonung, árd ri, med säte i Tara.

## Tidig kristendom och vikingarnas härjningar

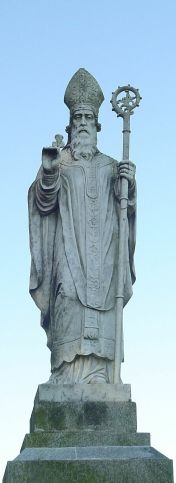
Staty av Sankt Patrik.

Från 700-talet finns en beskrivning av det irländska samhället, nedtecknat av kristna munkar. Samhället var hierarkiskt med tre klasser av människor: aristokrater, fria män och slavar. Till aristokraterna hörde bland annat kungarna, ri, krigare, flaithi, domare, breitheamh, druider, draci samt människor vid hoven. Vid denna tid fanns det fem större kungadömen som i stort sett motsvarar de moderna provinserna Cúige Uladh, Laighin, An Mhumhain, Cúige Chonnacht samt An Mhí och An Iarmhí. Inom dessa fem fanns det 150 mindre riken men ingen centralmakt. Det fanns inga städer men det fanns två centra där man träffades och fattade gemensamma beslut: Emain Macha i Armagh och Tara i Meath. Emain Macha var centrum för kungariket Ulster men verkar ha övergivits efter ett krig mellan Ulster och Connacht i mitten av 500-talet.
Det irländska samhället hade en gemensam lagstiftning, brehonernas lag. Lagen gav kvinnorna en friare ställning jämfört med senare århundraden. Skilsmässa var tillåten och makarna skulle gemensamt fatta beslut om all egendom. Kvinnor förväntades delta i krigståg; denna skyldighet upphävdes först år 697.
Kristnandet av Irland skedde enligt legenden av sankt Patrik. Enligt hans självbiografi Confessiones verkar han ha fötts omkring år 390 men eftersom några av hans lärjungar levde ännu under 500-talet tror man att han kom till Irland på 450-talet och dog omkring år 490. Hans dödsdag 17 mars är Irlands nationaldag. Patrik tros ha fötts i närheten av Bristol i England och blev infångad av ett irländskt krigståg vid 16 års ålder. Under sex års tid var han herde i Antrim innan han lyckades fly tillbaka till England och blev präst. Han återvände till Irland som missionär och lade grunden till den katolska kyrkan där. Missionsarbetet verkar inte ha mött något motstånd, några kristna martyrer är inte kända.
Patrik försökte bygga en kyrklig organisation på biskopsdömen men detta visade sig vara omöjligt i ett land utan både städer och vägnät. Grunden för kyrkan blev istället kloster som växte fram över hela landet och övertog den kultur av bildning och kunskap som druiderna tidigare ansvarat för. Munkarna införde skriftspråk till ön och tecknade ned de keltiska sagorna. Dessa kloster utgjorde fristäder för den grekisk-latinska bildningen som starkt hotades efter Romarrikets fall. Den irländska kyrkan kunde snart skicka ut missionärer till Italien, Frankrike, Spanien och andra platser i Europa. Den mest kände av dessa missionärer är Columbanus, som grundlade kloster i Frankrike, Schweiz, Österrike och Italien. Columba, Skottlands apostel, grundade ett kloster i Iona.
Under slutet av 700-talet dominerades Irland av två mäktiga familjer, Uí Néill i Ulster och Eoganachta i Munster som ständigt låg i krig med varandra. Landet var därför försvagat när vikingar gick till anfall. År 795 anfölls Iona av norska vikingar och detta blev början till slutet på den irländska guldåldern. 841 grundade den norska hövdingen Turgesius den första staden, Dublin, vid Liffeys mynning. Under andra hälften av 800-talet grundade vikingarna flera bosättningar; från vikingarna kommer namnet Irland: det gaeliska Erin eller Eire med tillägget land.
År 908 lyckades Uí Néill besegra Eoganachta vid slaget vid Ballaghmoon. Vikingarna grundade städer som Cork, Limerick och Wexford under 900-talet. Den norske vikingahövdingen Olof besegrade Uí Néills kung Domnall och behärskade området mellan Dublin och Shannon. Vikingarna besegrades dock i sin tur av kungen av Munster, Brian Boru, som efter att ha vunnit flera slag utropade sig till överkung 1002. Brian Boru dödades vid slaget vid Clontarf den 23 april 1014 men hans motståndare, danskarna, besegrades. Brians familj styrde Munster och huvuddelen av ön de följande 150 åren.

## Konflikterna med engelsmännen

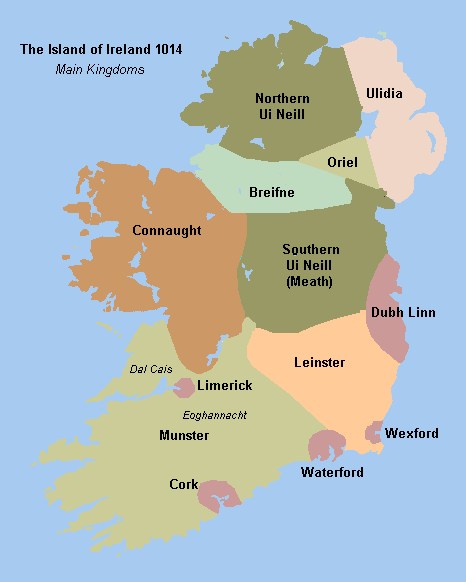
Irland 1014. Ett antal självstyrande kungariken.

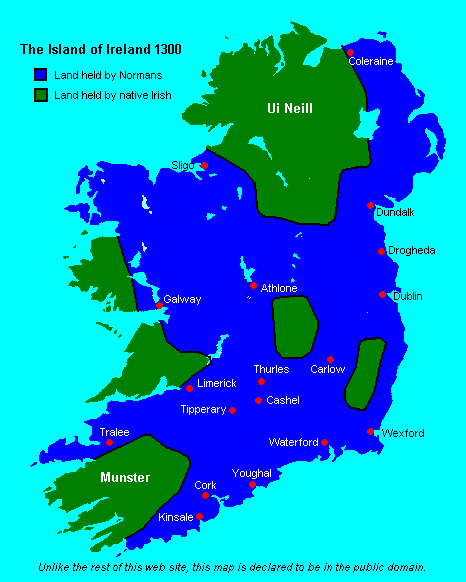
Irland 1300, efter den normandiska erövringen. Land som kontrolleras av normanderna är markerat med blått.

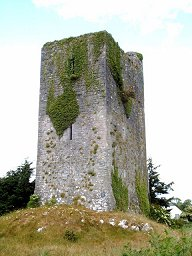
Normanderna hävdade sin makt på Irland genom att bygga befästningar såsom denna.

De irländska hövdingarnas förbittrade inbördes strider och den irländska kyrkans endast delvis upphävda motsatsförhållande till Rom ledde 150 år senare till de första engelska försöken att erövra Irland. Dermot MacMurrough, kung av Leinster, blev avsatt 1166. Då uppsökte han kung Henrik II av England, svor honom länsed och erhöll rätt att träffa avtal med den engelske kungens vasaller om bistånd till återerövring av kungadömet. I Wales ingick MacMurrough sedan sådana avtal med några äventyrslystna engelska baroner, Richard de Clare, vanligen kallad Strongbow, Robert Fitzstephen och Maurice Fitzgerald. I dessa avtal lovade han de Clare sin dotter Aiofe till äkta och arvsrätt till riket och de båda andra stora förläningar. Detta inledde normandernas invasion av Irland. Men han förfogade lika litet över dessa som över Leinsters krona. Fitzstephen landsteg i Wexford i maj 1170 och MacMurrough gav det till honom i län. När Irlands siste keltiske överkung, Ruaidrí Ua Conchobair, samlade hövdingarnas skaror mot MacMurrough och hans engelska hjälpare, gick MacMurrough med på en uppgörelse, som gav honom Leinster åter. Men de engelska baronerna fortsatte erövrandet. De Clare och Fitzgerald landsteg i augusti 1171. De Clare gifte sig med MacMurroughs dotter och erövrade Dublin från dansken Hasculf, som fortfarande hade kvar ett litet nordmannarike där. Henrik II blev nu orolig för att de Clare skulle grunda ett självständigt rike på Irland. Därför skar han av all tillförsel från England till denne och kallade honom att inställa sig vid hovet. Där tvingades han underkasta sig kungen och överlåta Dublin, men fick behålla sina övriga erövringar som län under den engelska kronan. 
Henrik for sedan över till Irland med en stor här och landsteg i Waterford (18 oktober 1172). Han hävdade att han hade rätt till Irland som en gåva från påven. Påven Hadrianus IV, som var av engelsk börd, hade nämligen (i den omstridda bullan Laudabiliter från 1155) räknat Irland till de öar som påvestolen (med stöd av den förfalskade så kallade Konstantinska donationen) ansåg sig ha förfoganderätt över, och gav landet i län åt Henrik. Denne skaffade sig dessutom en annan, av påven oberoende rättstitel, genom att låta sig hyllas som länsherre av de irländska hövdingarna. Sedan även Irlands kyrkliga förhållanden ordnats på synoden i Cashel samma år, återvände Henrik till England. Han hade förhindrat att MacMurrough och de andra baronerna blev oberoende och vunnit nominell underkastelse av de irländska stamhövdingarna. Endast ett ganska litet område kring Dublin ställdes direkt under den ställföreträdare han lämnade kvar på ön. 
Det engelska väldet på Irland förblev i praktiken begränsat till några områden på östra kusten under hela medeltiden. Dessa kallades The pale och deras gränser ändrades ofta. Ibland gavs visserligen områden utanför dessa som län till nya erövrande baroner. Men de fick själva tillkämpa sig sina län och blev vanligen assimilerade i den irländska kulturen redan i andra generationen. Ibland blev de till och med mer irländska än irländarna själva. Det var endast till namnet som de lydde under den engelska kronan. Så var också fallet med de irländska hövdingar och småkungar som, särskilt i de västra och norra trakterna av ön (Connacht och Ulster) styrde efter sina gamla lagar under ständiga inbördes strider och härjningståg in på det engelska området. Ett erövringsförsök av den skotske kungen Robert Bruces son Edward Bruce (1315 -17) slogs visserligen tillbaka. Men det försvagade engelsmännens ställning på ön ytterligare, så att de tvingades övergå till ren försvarspolitik mot irländarna som trängde på. 
I detta sammanhang tillkom Kilkenny-stadgan 1366, med strängt förbud mot 
- giftermål mellan engelsmän och kelter
- försäljning av hästar eller vapen till den keltiska befolkningen,
- användning av annat språk än det engelska
- med mera ...

Denna stadga förnyades flera gånger, vilket påvisar svårigheterna att få den tillämpad, och den innebar alltså inte ett försök att påtvinga kelterna engelska seder, utan istället en strävan att genom förhindrande av nära förbindelser med den keltiska befolkningen bevara resterna av det engelska väldet på Irland. Den gällde The pale, där normandisk-engelsk rätt tillämpades vid domstolarna och kelternas gamla rätt (Brehonernas lag) utrotades genom stränga förbud. Där fanns också, sedan 1295, ett irländskt parlament med begränsad kompetens. De till hälften oberoende vasallerna av de mäktiga, inbördes oense släkterna De Burgh, Butler, Fitzgerald och andra intog en ställning liknande riksfurstarnas under Tyska rikets upplösningstid, och även inom de rent keltiska områdena uppkom ofta strider som endast i undantagsfall kan tillskrivas en nationell innebörd. 

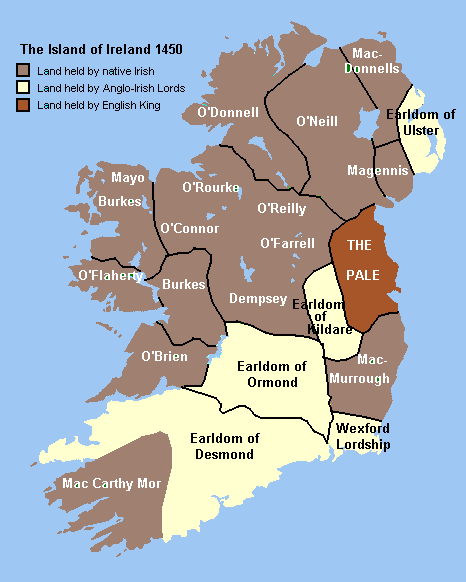
Irland 1450. The pale är markerat i rött.

Henrik VII sände sir Edward Poynings till Irland som styresman (lord-deputy). Under sin korta styrelsetid (1494- 96) krossade denne York-partiets upprorsförsök och fördrev pretendenten Perkin Warbeck från ön, men förmådde i övrigt inte göra mycket åt anarkin. Hans namn är förknippat med Poynings' lag från år 1495, som gällde ända till 1782. Enligt den fick inget lagförslag framläggas för det irländska parlamentet, utan att först ha godkänts av kungen och hans råd (privy council) i England. Samtidigt förklarades alla lagar som utfärdats i England före 1494 som giltiga även för Irland. 
Poynings efterträddes som lord-deputy av huvudmannen för den mäktiga Geraldineska släkten (Fitzgerald), earlen av Kildare, och den engelska delen av Irland styrdes av denna gruppering med få avbrott fram till dess att huset Kildare gjorde uppror på 1530-talet och Henrik VIII:s nya kyrkopolitik inledde en ny epok i Irlands historia.
Lord Thomas FitzGeralds uppror utbröt 1534, men kuvades snart efter erövringen av Maynooth castle (1535), och därmed var Geraldinernas makt krossad i mellersta Irland. Henrik VIII injagade över hela ön respekt för de engelska vapnen och lät hylla sig som kung av Irland 1542. Han förde ändå i allmänhet en försonlig politik som gick ut på att binda både de anglonormandiska och de keltiska stormännen till kronan genom att ge titlar och förläningar till dem och genom att med dessas hjälp upprätthålla ordningen och bana väg för angliserande civilisationssträvanden. Han reformerade de båda kyrkorna på ön, den engelska i The pale och den keltiska, efter mönstret av suprematisträvandena i England, och de flesta klostren drogs in till kronan. Men det stora flertalet av befolkningen fick på det hela taget behålla sin katolska tro. 
Senare, under Edvard VI:s tid, blev den engelska kyrkan på Irland utpräglat anglikansk och förvandlades (efter en kortvarig katolsk reaktion under Maria) till ett lydigt redskap för de hänsynslösa angliseringssträvanden, som blev den dominerande strävan hos regeringen i Dublin. Den engelska kyrkans verksamhetsområde utvidgades genom de erövringar som följde på de många upprorsförsöken av irländska stormän under Elisabets regering. Den gamla nationella motsatsen skärptes ytterligare när den nu kom att sammanfalla med en kyrklig. Filip II och påven eggade Geraldinerna i Munster (huset Desmond) till ett uppror som kostade dem deras väldiga gods, som utdelades till engelska kolonister. 
I norra Irland höjdes upprorsfanan av flera keltiska stormän av släkten O'Neill. Det uppror som kom närmast att lyckas började 1596. Det inleddes av Hugh O'Neill, earl av Tyrone och han vann flera militära framgångar och fick till och med understöd av en spansk hjälpkår. Essex (Devereux) bjöd mycket litet motstånd. Men senare kuvades upproret i grunden av lord Mountjoy (Blount), som genom den avgörande segern vid Kinsale (24 dec. 1601) tvingade spanjorerna att lämna ön och kort därpå tvingade Tyrone till underkastelse (1602). Irland led oerhört under dessa blodiga strider, som inte minst från engelsk sida fördes med svek och grymhet. En tredjedel av befolkningen beräknas ha dött på grund av våld, hungersnöd eller andra umbäranden i samband med detta krig.

## Irland under engelsmännen
Nu avskaffades den gamla irländska rätten (brehonernas lag) helt och med den även den forniriska jordäganderätten. Tyrones och hans släkting Tyrconnells stämplingar och flykt ledde till omfattande godskonfiskeringar. Ulster koloniserades med protestantiska nybyggare, mest från Skottland (plantation of Ulster, 1607). Ett par årtionden senare styrde Strafford (Thomas Wentworth) Irland (1633-1640), visserligen som sträng despot, men höjd över de nationella motsatserna och med strävan i riktning mot bättre förutsättningar för ekonomisk expansion. Han fortsatte konfiskeringspolitiken och försökte till och med att mot irländska katoliker och puritanska skotska nybyggare genomföra Lauds kyrkliga uniformitetspolitik. 
Efter Straffords fall drogs Irland in i det stora inbördeskrigets virvel. Detta berodde närmast på det stora uppror som i oktober 1641 iscensattes i Ulster av Roger O'Moore. Upproret var i första hand en hämnd från dem som genom Ulsters kolonisering mist sina gamla jordegendomar. Den massaker på engelska protestanter som upproret inleddes med har till sin omfattning överdrivits av samtida och senare historieskrivare. Dock mördades troligen uppemot 5000 personer. Ytterligare 10000 personer dukade under för köld och hunger under flykt från massakern. Till detta uppror anslöt sig senare även de engelska katolikerna på ön, och i Kilkenny bildades 1642 ett stort förbund av irländska katoliker, som tog på sig det irländska parlamentets myndighet och för en tid leddes av ett påvligt sändebud, Rinuccini. Karl I försökte genom sin ståthållare på Irland, Ormonde (Butler), få till stånd en överenskommelse med de irländska katolikerna för att kunna spela ut dem för sina syften mot det puritanska engelska parlamentet. Men Karl I:s opålitlighet och splittringen inom de irländska upprorsmännens led hindrade effektiv samverkan mellan dem.  

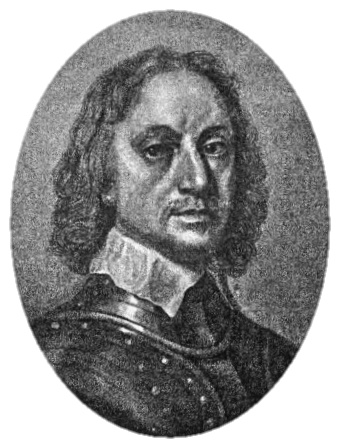
Oliver Cromwell.

Efter Karl I:s avrättning (1649) utnämnde parlamentet Oliver Cromwell till Irlands ståthållare. Han landsteg i augusti samma år och kuvade Irland så som det aldrig förr varit underkuvat. Tusentals deltagare i upproret deporterades till Västindien och irländska soldater uppmuntrades att gå i utländsk krigstjänst. Den ursprungliga planen var att konfiskera alla upproriska papisters jordegendomar och samla dem i Connacht. De jordegendomar som på detta sätt blev lediga skulle fyllas dels med kolonister av engelskt ursprung och kalvinistisk tro, dels med soldater i parlamentshären och puritanska adventurers, män som belönades för att de bidragit med pengar till kostnaderna för Irlands återerövring. Förtrycket fortsatte under de efterföljande styresmännen, först av Cromwells svärson Henry Ireton, sedan av en annan svärson, Fleetwood, och i moderatare former av Henry Cromwell. 
Koloniseringsplanen blev endast delvis genomförd och många av de nya jordägarna antingen sålde sina anspråk till irländare eller uppgick (förvånande snabbt) i den irländska landsortsbefolkningen. I större delen av landet rådde emellertid från denna tid en protestantisk och utländsk härskarkast över en underkuvad katolsk befolkning och blodiga minnen av grymheter från båda sidorna splittrade dem för århundraden. 
Karl II beslutade efter restaurationen på inrådan av Clarendon att genom (Irish acts of settlement) i stort sett bekräfta Cromwells konfiskeringar och tillgodosåg vid nya godsförläningar mera sina gunstlingar än de forna irländska jordägarna. Ön styrdes under större delen av hans regering av Ormonde, som med framgång återupptog Straffords strävanden för expansion av ekonomin. 
Jakob II (fr. 1685) sökte stöd från de irländska katolikerna mot Englands protestanter och parlament och utnämnde i detta syfte (1687) en katolik, earlen av Tyrconnel (Talbot), till lordlöjtnant. Denne förberedde en fullständig omvälvning av förhållandet mellan katoliker och protestanter och av rättsförhållandena beträffande jordägande på Irland. Men Jakob II blev avsatt i 1688 års revolution. På Irland, dit Jakob begav sig 1689, hyllades han fortfarande med entusiasm, och ett övervägande katolskt parlament upphävde Karl II:s Acts of settlement och konfiskerade Jakobs fienders jord. Hans franska hjälphär understöddes av en väldig irländsk folkresning. Men Vilhelm IIIs arméer segrade vid Boyne (l juli 1690) och vid Aughrim (12 juli 1691). Efter detta upphörde Jakob II:s välde på Irland definitivt genom de i sina för de irländska jordägarna rätt förmånliga bestämmelser. Senare också genom den av det irländska parlamentet kasserade kapitulationen i Limerick (3 oktober 1691).
Nu följde de så kallade tvångslagarnas långa, sorgliga era. Irlands katoliker berövades genom en lång rad undantagslagar under Vilhelm III:s, Annas och de båda förste George:arnas regeringar så gott som alla medborgerliga rättigheter, till exempel valrätt och valbarhet till irländska parlamentet, tillträde till domarkåren, advokatståndet och en mängd ämbeten och kommunala förtroendeposter. Katoliker fick inte 
- inneha vapen,
- äga en häst värd mer än 5 pund sterling
- ge sina barn skolundervisning eller sända dem utomlands för att uppfostras
- köpa, ärva eller som gåva motta jord av protestanter
- arrendera jord på längre tid än 31 år
- inneha arrende på sådana villkor att nettovinsten uppgick till mer än en tredjedel av arrendesumman
- vara förmyndare för ett barn

Protestantiska förmyndare uppmuntrades direkt genom lag till proselytmakeri. Om en katoliks äldste son övergick till protestantismen, skulle han ärva faderns hela egendom och fadern inskränktes då under sin livstid kraftigt i sin förfoganderätt över den. Fadern ställdes i stort sett på undantag. Ett katolskt barn, som förklarade sig för protestant, togs genast ur faderns vård. Varje protestant som gifte sig med en katolik, ställde sig därmed under tvångslagarna. 
Blandade äktenskap nästan omöjliggjordes genom stränga förbudsbestämmelser. 
Den romersk-katolska kyrkan förföljdes och trakasserades på många olika sätt. 
Även Irlands protestanter led kännbart förtryck. Presbyterianerna i Ulster trakasserades och all irländsk handel och industri hölls nere genom exportförbud och liknande tvångsbestämmelser som genomdrevs av det engelska köpmansintresset. De protestantiska stora jordägarna bodde sällan själva på sina gods. Deras ställföreträdare och arrendatorer kunde ostört förtrycka godsens katolska underlydande. Tvångslagarnas överdrivna hänsynslöshet gjorde dock att de inte fick den avsedda effekten. Proselytmakeriet hade endast liten framgång. De förföljda katolska prästerna blev böndernas betrodda ledare. Angivare blev allmänt föraktade. De för protestanter och katoliker lika betungande begränsningarna för handel och industri skapade en känsla av en viss gemensamhet i intressen. Detta hade betydelse för den fortsatta utvecklingen. Under 1770-talet började tvångslagarna mildras. Redan tidigare hade bondeoroligheter (till exempel av de fruktade whiteboys, 1760) varslat om faran med den långt drivna tvångspolitiken. När Irland under det nordamerikanska befrielsekriget blev utblottat på krigsfolk organiserades ganska imponerande skaror av frivilliga, nominellt till öns försvar.  Dessa kom snart att användas som påtryckningsmedel av skickliga politiker när det gällde att avtvinga det motsträviga brittiska parlamentet upphävande av de kvävande handelsbegränsningarna. Henry Grattan genomdrev på så sätt (1779-80) avskaffande av flertalet inskränkningar i Irlands handelsfrihet, och 1782 tvingade han fram upphävande av Poynings lag och de flesta andra inskränkningarna i det irländska parlamentets självständighet. I teorin blev detta nu nästan sidoordnat med det brittiska. 

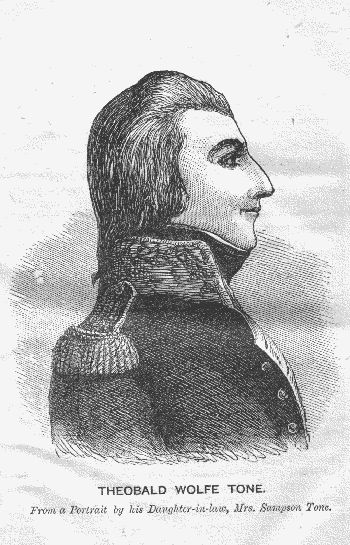
Theobald Wolfe Tone.

Tvångslagarnas ytterligare mildring blev en första åtgärd för detta Grattans parlament, som dock egentligen representerade det protestantiska Irlands intressen. Den reformverksamhet som det nya parlamentet under tvekan och med många svårigheter påbörjade i syfte att utvidga den protestantiska kolonin till en irländsk nation avbröts genom de franska revolutionsidéernas våldsamma påverkan på det irländska samhället. Theobald Wolfe Tone bildade föreningen Society of United Irishmen (förenade irländare) i Belfast 1791. Dess ursprungliga syfte var endast en grundlig parlamentsreform och emancipation av katolikerna. Men snart genomsyrades den av långtgående revolutionära idéer. En äldre sammanslutning i Dublin för främjande av de katolska intressena (the catholic committee) radikaliserades kort därefter och utsåg Wolfe Tone till sin sekreterare. Alliansen mellan dessa båda föreningar blev grogrund för en häftig agitation och ledare avstod inte från att rekommendera de våldsamma medel (agrariska förbrytelser) som "whiteboys" och andra banditgrupper tidigare använt. Pitts önskemål att genom omfattande eftergifter åt katolikerna motverka upprorsrörelsen motarbetades av regeringen i Dublin, vars inflytelserikaste ledamot var kanslern Fitzgibbon. Men genom 1793 års Relief act fick katolikerna rösträtt, även om de fortfarande inte kunde väljas in i parlamentet och därför hade mycket liten nytta av denna reform. 
Under tiden tilltog laglösheten, särskilt i Ulster, där protestanter och katoliker sammanslöt sig i väpnade förbund mot varandra (det protestantiska Orange Society och de katolska Defenders). 1796 sökte Wolfe Tone i spetsen för en katolsk delegation hjälp i Frankrike hos direktoriet, och general Hoche gjorde samma år ett misslyckat landstigningsförsök. En ny fransk invasion förbereddes, och dessförinnan försökte regeringen i Dublin krossa upprorsrörelsens hemliga organisation. Arresteringen av lord Edward Fitzgerald och andra ledare samt regeringstruppernas brutalitet vid sökandet efter dolda vapen och så vidare framkallade utbrottet av upprorets i maj 1798, innan den franska hjälpsändningen hunnit anlända. När general Humbert landsteg i augusti med en obetydlig styrka vid Killala i grevskapet Mayo, var upproret redan kuvat, under fruktansvärd blodsutgjutelse. Humbert måste snart kapitulera. Wolfe Tone hade tillfångatagits och "räddade sig" från schavotten genom självmord.

## Den tidiga unionen med Storbritannien
Nu föreslog Pitt en fullständig union mellan Storbritannien och Irland, en plan som också Cromwell övervägt. Lordlöjtnant Cornwallis sekreterare, lord Castlereagh (Robert Stewart), genomdrev Pitts lagförslag i det irländska parlamentet, bland annat med hjälp mutor. I juli 1800 blev det gällande lag. Genom denna union upplöstes det irländska parlamentet.  Irland representerades i stället i det brittiska parlamentet genom 100 ombud i underhuset, som valdes av grevskap, städer och köpingar samt 4 protestantiska biskopar och 28 av sina ståndsbröder valda peerer i överhuset. Irland behöll emellertid sin gamla förvaltning med centralpunkt i Dublin castle och sin protestantiska statskyrka. Med tiden blev också handeln befriad från de särskilda restriktionerna. Men Irlands bidrag till riksutgifterna sattes orättvist högt, och Pitt avstod inför kungens motstånd från att uppfylla sina och lord Cornwallis mer eller mindre tydliga löften om att unionen skulle åtföljas av befrielse av katolikerna från tvångslagarna till medborgerlig likställdhet med protestanterna, som utgjorde 11 procent av befolkningen. Katolikerna, som ingivits förhoppningar om statsunderstöd till underhåll för deras präster och som därför i stor utsträckning främjat unionens tillkomst, gäckades fullständigt i dessa förhoppningar. Robert Emmet, en ung entusiast från 1798, fick löften av Napoleon I om fransk hjälp och planerade ett nytt uppror som skulle bryta ut i Dublin. Men löftena sveks och det hela resulterade endast i ett gatutumult och att Emmet avrättades som rebell (1803).
De närmaste årtiondena efter 1800 års union utmärktes på av den protestantiska byråkratins politiska förtryck och allt häftigare agitation för katolikernas befrielse. Som minister för Irland ("lordlöjtnantens förste sekreterare") åren 1812–1818 genomförde Robert Peel en grundlig reformering av polisväsendet på landsbygden. Detta förbättrade den allmänna ordningen väsentligt. Från 1810 leddes de irländska katolikerna av advokat Daniel O'Connell. Han samlade på ett agitatoriskt mästerligt sätt katolikerna i en mäktig folkrörelse, för vilken den 1823 bildade sammanslutningen Catholic association blev centralpunkt. 

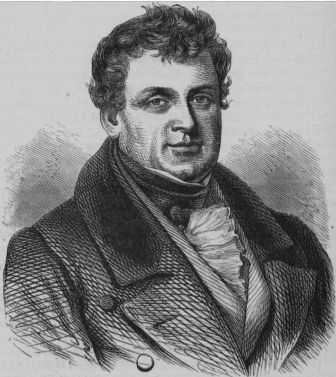
Daniel O'Connell.

Dess styrka prövades när O'Connell 1828 klart besegrade en av ministärens medlemmar, Vesey Fitzgerald, vid ett fyllnadsval till parlamentet (trots att han var ovalbar eftersom han var katolik). Redan tidigare hade han vunnit whigpartiet och dissenters för katolikernas krav. Nu ansåg Peel och Wellington att tiden var inne för en eftergift och de genomdrev därför motvilligt 1829 en lag om katolikernas emancipation.  Med tiden gav detta Irlands katoliker rätt att sitta i parlamentet och att inta ämbeten i staten. I samband med den stora parlamentsreformen 1832 kom också en Irish reform act, som gav irländarna ytterligare några representanter i underhuset. Men Greys whigministär ville inte göra några djupgående irländska reformer och inget engelskt parti anslöt sig till O'Connells linje när han 1834 satte igång en häftig agitation för upphävande (repeal) av 1800 års union. Lord Melbournes ministär var medgörligare, och 1838 genomdrevs, efter en bullersam folkrörelse på Irland mot erläggande av tionde till det anglikanska prästerskapet, en konvertering av det hatade tiondesystemet till en penningskatt som huvudsakligen drabbade jordägarna. O'Connell fick en tid stort inflytande över tillsättandet av irländska ämbeten. I understatssekreteraren Th. Drummond hade Irland 1835–1840 en insiktsfull och dugande styresman. När whigkabinettet efterträddes av Peels konservativa ministär 1841, förnyade O'Connell repeal-agitationen, som 1843 antog väldiga proportioner. Men sedan avtog agitationen strax i styrka utan att ha åstadkommit några praktiska resultat. 
Missförhållandena i jordbruksnäringen var djupt oroande. Jordens ojämna fördelning, de fåtaliga, ofta i England boende, storgodsägarnas vanvård av de stora egendomarna samt arrendatorernas och jordarbetarnas osäkra ekonomiska ställning var missförhållanden som direkt kunde härledas från de gångna århundradenas konfiskeringspolitik och som på 1800-talet ytterligare förvärrats genom den stora befolkningsökningen (från 5 356 594 år 1803 till 8 295 061 år 1845). De nödlidande folkmassorna i många trakter av ön levde nästan uteslutande av potatis. När potatisskörden delvis slog fel 1845 och fullständigt förstördes av potatispesten 1846, framkallade denna katastrof sjukdomar och hungersnöd, som anses ha krävt omkring en miljon offer. Denna förfärande folkminskning förstärktes av den emigration, framför allt till USA, som tog fart efter hungersnöden. Under de närmast följande årtiondena fortsatte emigrationen så att befolkningen 1881 minskat till 5 159 839 människor. 
Revolutionsåret 1848 gjordes ytterligare ett upprorsförsök, som leddes av Smith O'Brien. Det kvästes dock med lätthet av polisen.  Efter detta rådde några årtionden av skenbart lugn på Irland. Linneindustrin blomstrade och något sundare förhållanden etablerades inom jordbruket efter minskningen av jordbruksproletariatets storlek och den styckning av en mängd skuldsatta stora gods som underlättades genom lord John Russells Encumbered estates act (1848). Den upphävde dessa egendomars fideikommisskaraktär. Många anledningar till missnöje fanns dock kvar, och det underblåstes energiskt av de till Amerika utflyttade irländarna. Bland dessa bildades också hemliga brödraskap med syfte att med våld frigöra Irland från Storbritannien.

## Home rule
Under 1800-talet gjorde missförhållandena på ön liksom det förtryck som utövades bland annat genom förbud mot att prata gaeliska att allt fler irländare slöt upp bakom kravet på självstyre och frigörande från Storbritannien. Man nådde vissa framgångar under 1800-talet. Bland annat kom 1829 års "Emancipation bill" att betyda att många av de inskränkningar som katolikerna fått genom 1695 års "Penal law" försvann, till exempel förbuden för katoliker att arbeta inom rättsväsendet, att äga vapen och att äga mer än en häst. 1869 upphörde Church of Ireland att vara Irlands officiella statskyrka. Den lagen hade alltid setts med stor avsky av många irländare. 

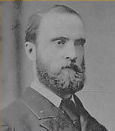
Charles Stewart Parnell.

En av de mer framgångsrika nya organisationerna var The new departure under ledning av Charles Parnell. Den samlade vitt skilda grupper, till exempel arrendebönder som önskade att få friköpa sina gårdar, socialister bland Irlands växande arbetarklass som hoppades på att få skapa ett nytt samhälle, välbärgade katoliker som hoppades på att ett eget parlament skulle ge dem bättre karriärmöjligheter inom förvaltningen och möjligheter att få igenom sina krav, den katolska kyrkan som trodde att ett självständigt Irland skulle ge dem större samhällsinflytande samt ett antal protestantiska hyreshusägare och välbärgade som trodde att ett självstyrande Irland kunde ge dem mer inflytande över Irlands politik.
Motstånd kom främst från grevskapet Ulster vars protestantiska majoritet inte ville låta gaelisktalande katoliker få styra över dem. Det fanns även vissa som var rädda att den katolska kyrkan skulle få för mycket makt över samhällsutvecklingen och som trodde att Storbritannien var den enda garanten för religions- och yttrandefrihet.
Parnells formering lyckades inte få igenom Home rule, och missnöjet ledde till växande radikalism. Samtidigt lyckades en mer moderat formering under John Redmond få igenom Home rule bill 1912 i utbyte mot att liberalerna fick ta över underhuset i London. Detta kunde dock inte accepteras av unionisterna som ville vara kvar inom Storbritannien, och landet var på väg mot inbördeskrig när Första världskriget bröt ut.

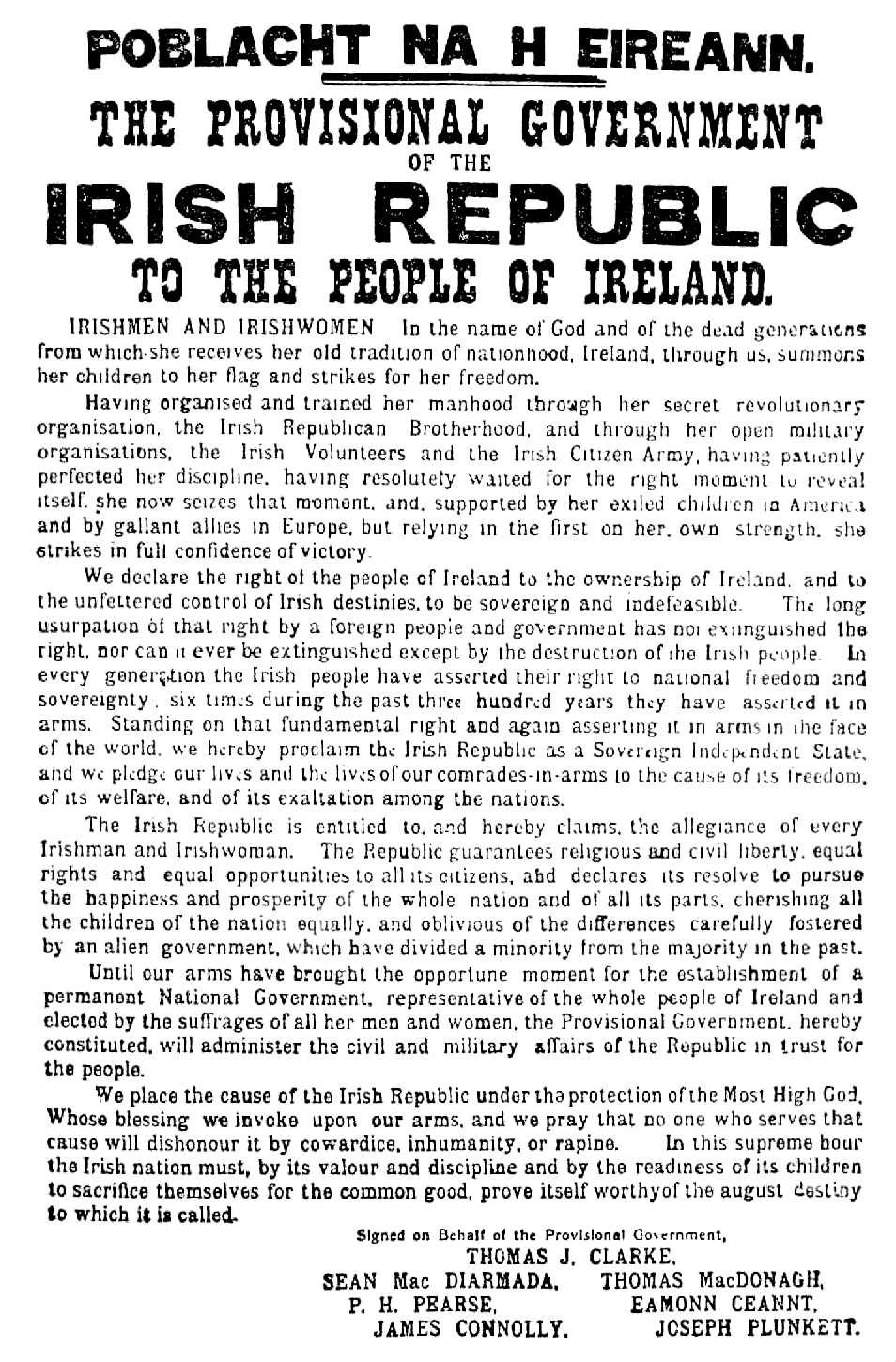
Proklamationen från Påskupproret 1916.

Första världskriget ledde till att den interna irländska krisen avstannade. Många har velat se Storbritanniens deltagande i kriget mot denna bakgrund då bland andra brittiske premiärministern Lord Asquith så sent som juli oroades mer av tanken på ett inbördeskrig på Irland än händelseutvecklingen på kontinenten. Men efter ett par år växte missnöjet, och Påskupproret 1916 ledde till att frågan fick en ny sprängkraft.
Efter kriget var frågan hetare än någonsin, och i vissa områden pågick verkligt inbördeskrig. Britterna skickade in så kallade Black and Tans, en specialstyrka bestående av världskrigsveteraner för att bekämpa våldet på Irland. När kostnaderna för krisen blev britterna övermäktiga, förhandlade britterna med olika moderata fraktioner bland irländarna om en lösning. Till sist kom parterna i december 1921 överens om ett fredsavtal. Hela den irländska ön, utom Ulster i norr, skulle få dominion-status, ett självstyre inom Samväldet av samma typ som Kanada hade.

## Inbördeskrig och självständighet
Vissa fraktioner vägrade att godta fredsvillkoren. Det var framförallt villkoret att parlamentsledamöterna i Dublin skulle svära trohet till den brittiske kungen som var omstritt. Många socialister var missnöjda med fredsvillkoren, inte minst för att det inte skulle skapa något nytt samhälle som man ville. När britterna hade lämnat den nybildade irländska staten, tog ett inbördeskrig vid. Bland andra Irländska republikanska armén stod emot frikårerna från den nybildade irländska fristaten. Kriget blev ett bittert krig som kom att vara fram till 1923 och kostade drygt 10000 människoliv. Inbördeskriget kom att skapa skiljelinjerna inom irländsk politik som i mångt och mycket gäller än, bland annat stod Eamon de Valera på IRA:s sida. Man tog över ett sargat och fattigt land och i denna vevan försökte man skapa en stark nationalism. En konstitution antogs 1937 med de Valera som arkitekt. de Valera, känd som varm förespråkare för gaeliska, införde gaeliska som första språk trots att majoriteten av invånarna bara pratade engelska. Man vidmakthöll även att den irländska fristaten skulle omfatta hela den irländska ön, något som gjorde många av invånarna i Ulster rädda för vad en "återförening" skulle kunna innebära.

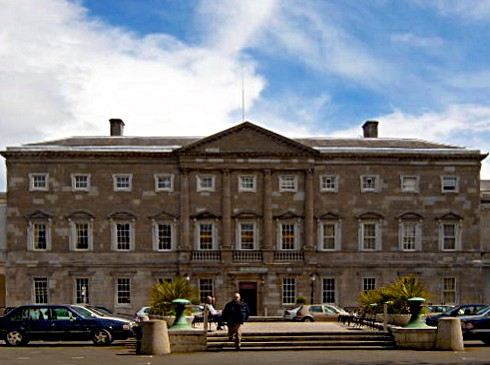
Leinster House, säte för det irländska parlamentet.

## Efter andra världskriget
Irland stod neutralt under hela andra världskriget vilket på Irland brukar kallas för "The Emergency" men man hjälpte de allierade med väderleksrapporter och mycket annat som fick stor betydelse för deras krigföring. Efterkrigstiden kom att präglas av att kyrkan åter slog vakt om sina rättigheter. Förslag om nationellt finansierad sjukvård liksom mödravård avslogs i och med att kyrkan ville slå vakt om sina sjukvårdsinrättningar. Abort och skilsmässor förbjöds. En ny konstitution antogs 1949 som gjorde Irland till en fullt självständig republik. Problemen fortsatte under 1950-talet. Många av jordbrukarna fick ge upp sina jordbruk på grund av olönsamhet och flyttade till städerna eller utomlands. Lönerna var låga och arbetslösheten var hög. Människor tvingades bo i slumkvarter som var några av de värsta i Europa. Emigrering blev åter ett förstahandsval.
1960-talet betydde ett kortare uppsving i den irländska ekonomin och emigreringen stannade av i mitten av 1960-talet. Genom satsningar på jordbruksförädling och en viss verkstadsindustri uppnådde man en högre levnadsstandard än tidigare. Man byggde även ut det sociala skyddsnätet, om än på en lägre nivå än de flesta andra jämförbara västeuropeiska länder, och i Dublin ersattes flera slumkvarter under 1960-talet med nybyggda hyreshus. Tillsammans med Storbritannien röstade man för inträde i EU 1972.
Oljekrisen 1973 slog hårt mot den utlandsberoende irländska ekonomin, som levt på att exportera till framförallt USA och Storbritannien. Ekonomin drabbades dels av räntorna på stor utlandsskulder som man tagit för att finansiera investeringarna på 1960-talet, dels ledde oljekrisen till höga energikostnader vilket drabbade det synnerligen oljeberoende Irland där elektriciteten framställdes huvudsakligen genom oljekraftverk. Skatterna höjdes och inflationen steg samtidigt som arbetslösheten rakade iväg till 20 %. På Nordirland pågick samtidigt "the Troubles" under 1970- och 1980-talen vilket även drabbade Irland då Storbritannien stängde av delar av sin landgräns och vägarna över densamma samtidigt som flera inte vågade investera i landet.
Under slutet av 1980-talet påbörjades flera reformer som kom att få betydelse för irländskt näringsliv och samhälle. Företagsbeskattningen sänktes radikalt, liksom annan beskattning. Företag fick förmånliga villkor för att etablera sig på Irland. Under 1990-talet talade man om den keltiska tigern som symbol för det växande välståndet med årliga BNP-ökningar som vid denna tid var högst i hela Europa efter Östeuropa. För första gången hade Irland en invandring istället för utvandring vilket har bidragit till att kulturen i Dublin diversifierats. Vidare minskade den katolska kyrkans inflytande, skilsmässor tilläts för första gången.
Finanskrisen 2008 slog hårt mot landet som tvingades till hårda besparingar. I mitten av 2010-talet hade den värsta krisen blåst över, men oron är stor för att Storbritanniens utträde ur EU kommer att slå hårt mot den irländska ekonomin och försvåra samarbetet kring Nordirland. Det var ett viktigt skäl till det starka uppsvinget för Sinn Féin i valet i februari 2020, då vänsterpartiet i stort sett blev jämnstarkt med de borgerliga partier Fine Gael och Fianna Fáil som dominerat politiken under många år. Först i slutet av juni blev en ny regeringskoalition klar, mellan de två ärkerivalerna Fine Gael och Fianna Fáil samt Gröna partiet.